# 난디타 다스
난디타 다스(힌디어: नंदिता दास, 영어: Nandita Das, 1969년 ~ )는 인도의 배우, 감독이다.

## 출연 작품
- 만토 (2018)
- 트레이시스 오브 샌들우드 (2014)
- 아이 엠 (2010)
- 살육의 시간 (2008)
- 접경지역의 람찬드 (2008)
- 생명의 물방울 (2007)
- 비가 내리기 전 (2007)
- 프러보키드: 실화 (2006)
- 그날 밤 그곳엔 누가 있었나 (2003)
- 빗물을 모으는 몇 가지 방법 (2003)
- 엄마 뺨에 뽀뽀 (2002)
- 샌드스톰 (2000)
- 어스 (1998)
- 파이어 (1996)